# Віктор Шаубергер
Віктор Шаубергер (нім. Viktor Schauberger; 30 червня 1885, Плекенштен — 25 вересня 1958) — австрійський винахідник.

## Життєпис
Спадковий лісничий. Працюючи єгером у лісозаготівельній компанії, спроєктував і змонтував (спочатку — на свої кошти) водні жолоби зі спіральними насічками, подібними до гарматних. Показав, що при обертанні води зменшується гідравлічний опір. Стверджується, що після декількох спроб Шаубергеру вдалося домогтися того, що його система жолобів мала заявлені якості і дозволяла транспортувати колоди з кращою продуктивністю, ніж інші (звичайні) що були на той час системи. Іншою особливістю побудованої Шаубергером системи сплаву колод була сама форма цієї системи — більше всього вона була схожа на природні вигини річки, а не на прямі відрізки як найкоротша відстань між двома точками. У перерізі жолоби являли собою також округлу форму, яка проте не є частиною кола. За словами Шаубергера, на роздуми про принципи створення подібної системи його наштовхнули спостереження над природними водними потоками в струмках і річках.
В 1930 році Шаубергер спроєктував електрогенератор, турбіна якого принципово відрізнялася від конструкції звичайних водяних турбін. Генератор використовувався на практиці понад 3 роки, але ніяких точних відомостей про нього не збереглося.
Однак спроби інших вчених відтворити ключові результати Шаубергера були безуспішними.

## Вихровий двигун
Репульсин, вихровий двигун Віктора Шаубергера, Repulsin.
За поданням автора, вихор створює розрідження, що засмоктує повітря через особливу турбіну, реалізуючи робочий цикл «механічна енергія + тепло → мініторнадо + тепло → тяга + механічна енергія». Двигун Шаурбергера передбачалося використовувати в літальних апаратах — зокрема, стверджується про застосування його в диску Белонце (Див. «„Диск Беллуццо“ або Коанда» в статті «Історія уфології»).
Зустрічається в публікаціях про Шаурбергере фраза «принцип дії ґрунтувався на вибуху» швидше за все, означає спотворений термін імплозії, що застосовувався Шаурбергером стосовно процесів, що відбуваються у вихорі і має значення, що відрізняється від загальноприйнятого. У поданні Шаубергера, процеси «імплозії» пов'язані з рухом «усередину», а не «назовні», і характеризуються низькими, а не високими температурами — як пише Шаубергер про імплозії щодо сил природи взагалі, «в рослині ж нічого не вибухає».
Обидві складових — «рух всередину» і рух «назовні», на думку Шаубергера, властиві всім природним процесам (що і приводить їх, як наслідок, до вихрових). У деякому наближенні це можна інтерпретувати також як «вихрові ефекти» (див. вихровий ефект). Необхідно відзначити, що однозначна і зрозуміла математична модель цих ефектів, незважаючи на тривалі й досить серйозні дослідження, не розроблена досі.
Крім рушіїв, принцип дії яких був заснований на вихровому русі, Шаубергером описані пристрої, призначені для впливу на звичайну воду з метою додання їй «природних» природних властивостей, подібних властивостей води з гірських джерел.
Достовірні відомості про проведені випробування (з якими б то не було результатами) пристроїв Шаубергера невідомі. Наявні в книгах Шаурбергера міркування про принципи дії передбачають використання джерела (або джерел) енергії, існування якого (або яких) не доведено наявними сьогодні науковими методами, суперечить існуючим науковим теоріям, і, як наслідок, заперечується сучасною наукою. Кажучи іншими словами, в сучасній інтерпретації, це дозволяє віднести пристрої, описані Шаубергером, до вічних двигунів.
Тим не менш, незважаючи на перевагу скептичного ставлення до робіт Шаубергера, у світі є групи ентузіастів і комерційні організації, що намагаються повторити описані ним пристрої, з тією або іншою метою (найчастіше — в суто комерційних), з більшою або меншою глибиною розуміння принципів, викладених Віктором Шаубергером.
Віктор Шаубергер працював під час нацистської Німеччини і співпрацював з таємним угрупуванням Аненербе.
В 1945 році, високоманеврові безпілотні тарілки, розроблені з участю Шаубергера, застосовувались в небі Берліна для боротьби з англо-американськими бомбардувальниками.
В самому кінці війни, літаючі апарати Шаубергера було знищено. В 1945 році вчений, як військовополонений, потрапив до США, де йому запропонували відновити імплозійні двигуни для потреб військових. Шаубергер відмовився від цієї пропозиції, після чого відразу потрапив до психіатричної лікарні. Не отримавши підтримки в реалізації своїх корисних напрацювань, старий і хворий Шаубергер в 1958 році повернувся до Австрії, де майже відразу помер (його предсмертний лист опубліковано в «The Energy Evolution». Hamessing Free Energy from Nature. Viktor Schauberger. Translated an edited by Callum Coals. Volume Four Eco-Technology, 2000, рр. 216—218.).

## Праці
- Unsere sinnlose Arbeit — die Quelle der Weltkrise (Наша безглузда робота — джерело світової кризи). 2 Teile. Krystall, Wien 1933/34; Schauberger, Wien 2001, ISBN 3-902262-00-1
- Die zykloide Spiralraumkurve (Циклоїда спіральної просторової кривої). Salzburg 1948
- Die geniale Bewegungskraft. Physikalische Grundlagen der Biotechnik(Геніальна рушійна сила. Фізичні основи біотехніки). Bearbeitet und hrsg. v. Aloys Kokaly. Selbstverlag (Kokaly), Neviges 1960
- Das Wesen des Wassers. Originaltexte(Суть води. Оригінальні тексти). AT, Baden 2006, ISBN 3-03800-272-0

## Фільм
Німецькомовний фільм «Рушійна вода» був знятий у 1929 році центральною міською довідковою конторою з обслуговування туристів. В ньому задокументовано пристрій лісосплаву у Мюрцталі та Нюрнберзі
Також є три документальні фільми, які розповідають життя та наукову діяльність Віктора Шаубергера: «Nature Was My Teacher» (Природа була моїм вчителем) — Borderland Science Research Foundation, (1993)
«Sacred Living Geometries» (Священна жива геометрія), (1995)
«Extraordinary Nature of Water» (Незвична природа води), (2000).